# Длиннохвостые тенреки
Длиннохвостые тенреки, или землеройковые тенреки (лат. Microgale), — род тенрековых. Обитают на Мадагаскаре. Известно около 19 видов этих зверей.

## Внешний вид и строение
Это самые мелкие представители своего семейства. Длина туловища 4—13 см, а хвоста 3—16 см, содержащий до 47 позвонков. Масса взрослого зверька от 5 до 12 г. С виду похожи на землероек. Имеют длинное туловище и короткие лапки. Задние конечности длиннее передних, но когти на передних лапках длиннее, чем на задних.
Имеют довольно крупные головы и остроконечные мордочки. Уши широкие и округлые. Глаза небольшие. Хвост чешуйчатый, с редкими волосками. У видов с особенно длинным хвостом его конец хватательный. Мех густой и мягкий. Спина и бока красновато-бурые или почти чёрные, живот чаще всего грязно-жёлтый, желтовато-серый. Вдоль спины иногда есть тёмная продольная полоса.

## Распространение и места обитания
Эндемики Мадагаскара. Обитают в лесах.

## Систематика
База данных Американского общества маммологов (ASM Mammal Diversity Database) признаёт 21 вид длиннохвостых тенреков:
| - Короткохвостый тенрек (Microgale brevicaudata) - Тенрек Кована (Microgale cowani) - Тенрек Дроухарда (Microgale drouhardi) - Microgale dryas - Microgale fotsifotsy - Microgale gracilis - Microgale grandidieri - Microgale gymnorhyncha - Microgale jenkinsae - Microgale jobihely - Длиннохвостый тенрек (Microgale longicaudata) | - Тенрек Майора (Microgale majori) - Болотный тенрек (Microgale mergulus) - Microgale monticola - Microgale nasoloi - Малый длиннохвостый тенрек (Microgale parvula) - Большой длиннохвостый тенрек (Microgale principula) - Крошечный тенрек (Microgale pusilla) - Microgale soricoides - Microgale taiva - Тенрек Томаса (Microgale thomasi) |